# Pseudacanthops angulata
Pseudacanthops angulata es una especie de mantis de la familia Acanthopidae.

## Distribución geográfica
Se encuentra en Surinam.